# Circuit intégré 4011

C.I. CMOS 4011 (DIP14)

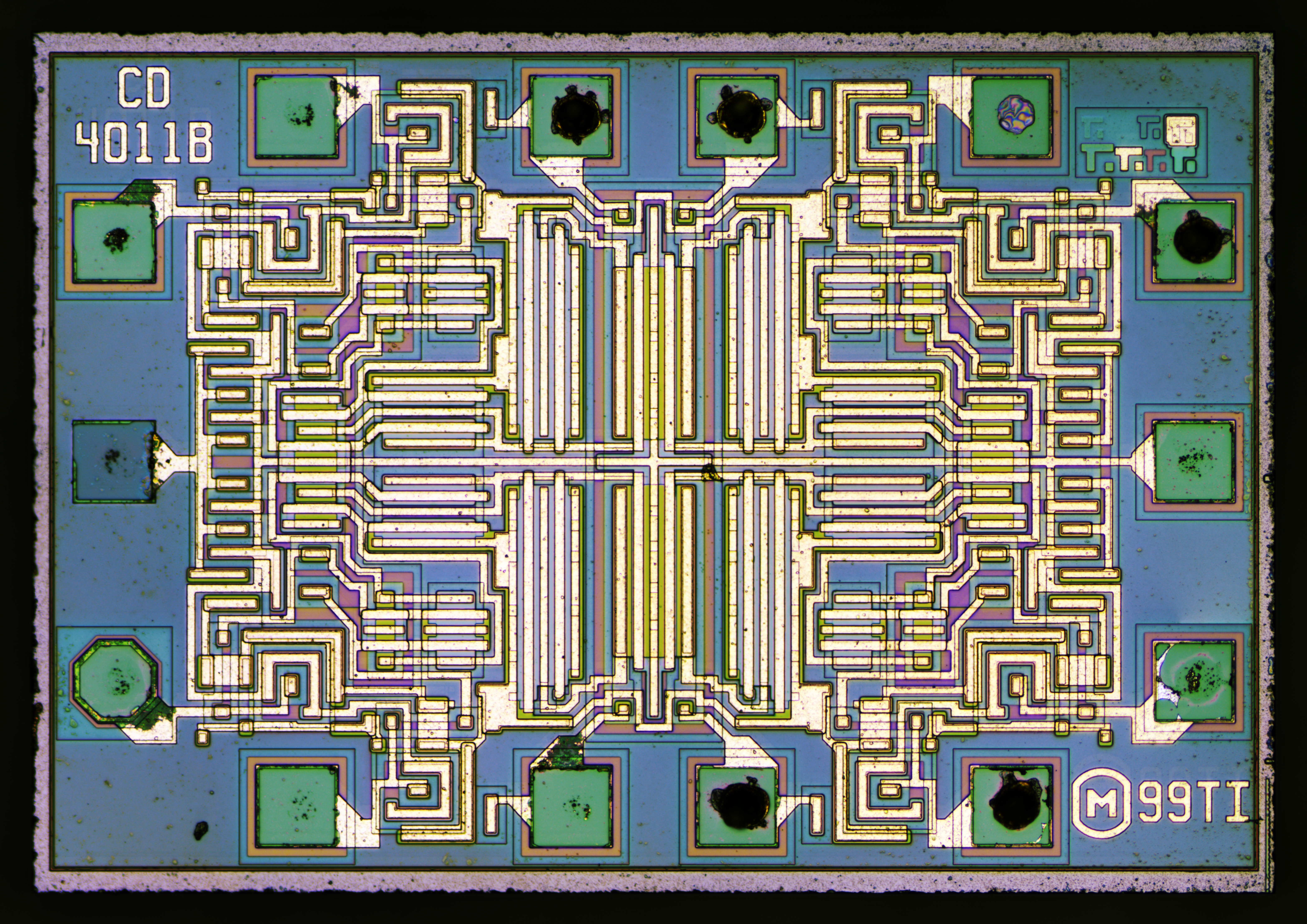
Die d'un 4011 (Texas Instruments CD4011BE)

Le circuit intégré 4011 fait partie de la série des circuits intégrés 4000 utilisant la technologie CMOS.
Ce circuit est composé de quatre portes logiques indépendantes NON-ET à 2 entrées.

### Diagramme

Diag. fonctionnel CMOS 4011

## Description

### Entrées
Chaque porte logique NAND possède 2 entrées (A et B).
Chaque entrée présente un circuit de protection contre les surtensions et les décharges électrostatiques (ESD) constitué de diodes et d'une résistance.

### Sorties
Chaque porte logique NAND possède une sortie (Q).
Dans les versions classiques du 4011, les sorties sont bufferisées, c'est-à-dire pourvues d'un tampon de sortie (amplificateur) améliorant la fonction de transfert du circuit. Dans les versions non bufferisées (4011UB), les sorties sont dépourvues de tampon, ce qui réduit d'environ de moitié le délai de propagation des portes logiques.

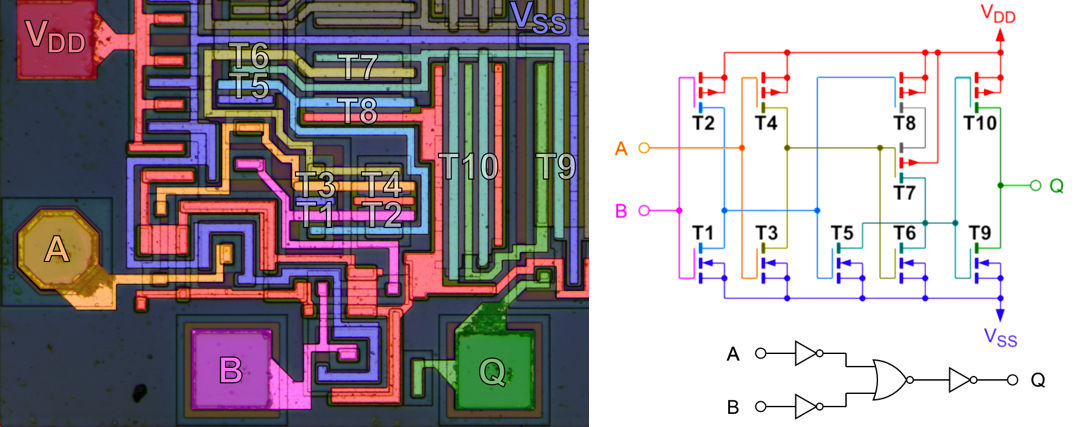
Détail du circuit CD4011BE de Texas Instruments dont la photo figure plus haut (porte logique située dans le quart inférieur gauche de la puce et connectée aux broches no 1 à 3). Repérage par couleurs des conducteurs apparents, schéma électronique équivalent (hors circuits de protection) et schéma logique correspondant. On constate que cette porte NON-ET (NAND) est réalisée par une combinaison de fonctions logiques élémentaires NON-[NON-OU]-NON (NOT-NOR-NOT).

## Brochage

Diagramme du circuit intégré 4011

## Applications

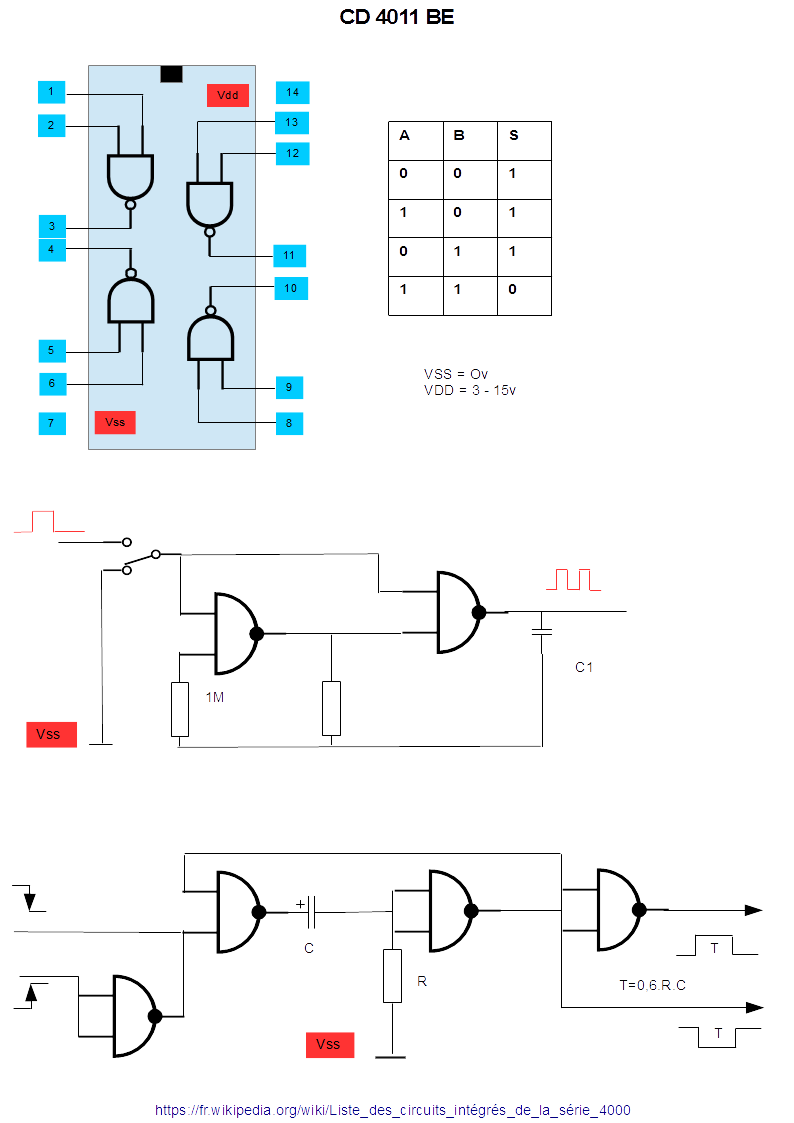
Schémas de base avec un CD4011

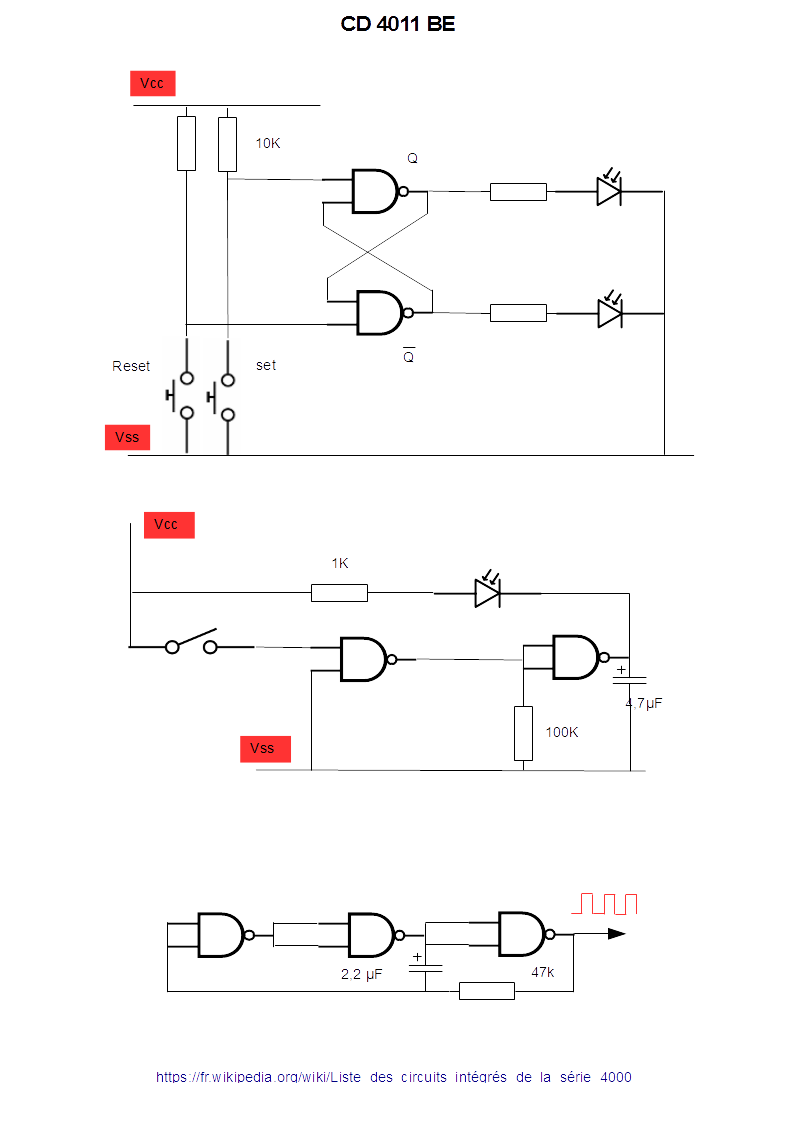
Schémas de base avec un CD4011

## Table de vérité
| Entrées | Entrées | Sortie |
| A       | B       | Q      |
| ------- | ------- | ------ |
| 0       | 0       | 1      |
| 0       | 1       | 1      |
| 1       | 0       | 1      |
| 1       | 1       | 0      |

## Galerie

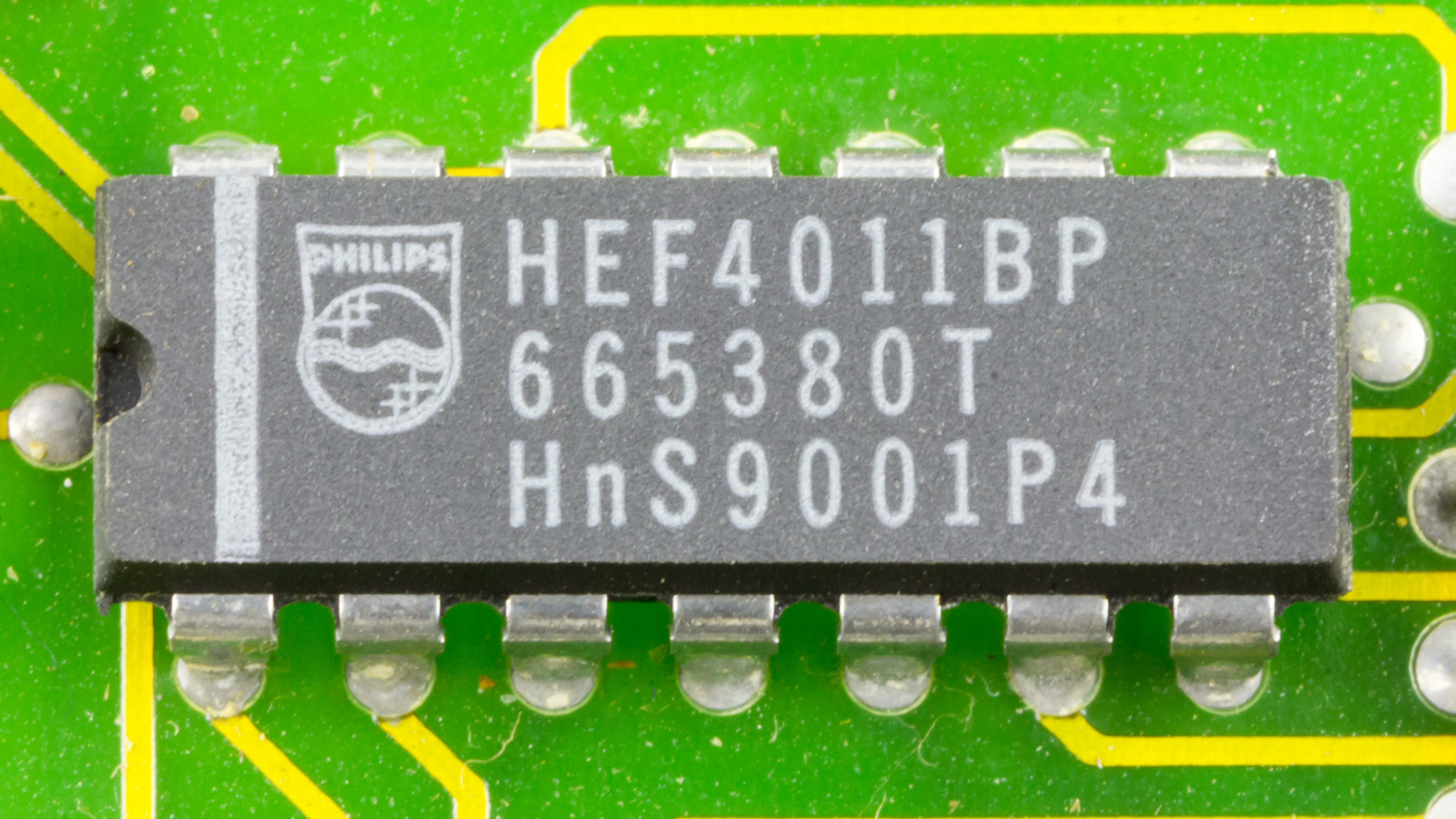
Philips Semiconductor HEF4011BP (DIP14)